# 馬斐
馬斐（Matthew Slattery，2005年4月5日—），香港男子足球運動員，司職前鋒，現效力香港超級聯賽球隊傑志。

## 球員生涯
2023年7月12日，傑志與馬斐簽下職業球員合約。